# Allophylus peruvianus
Allophylus peruvianus är en kinesträdsväxtart som beskrevs av Ludwig Radlkofer. Allophylus peruvianus ingår i släktet Allophylus och familjen kinesträdsväxter. Inga underarter finns listade i Catalogue of Life.